# Siegfried Leberecht Crusius

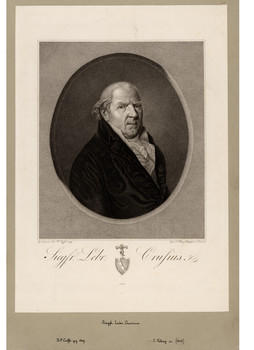
Kupferstich von Felsing (1818) nach Zeichnung von Caffé (1809)

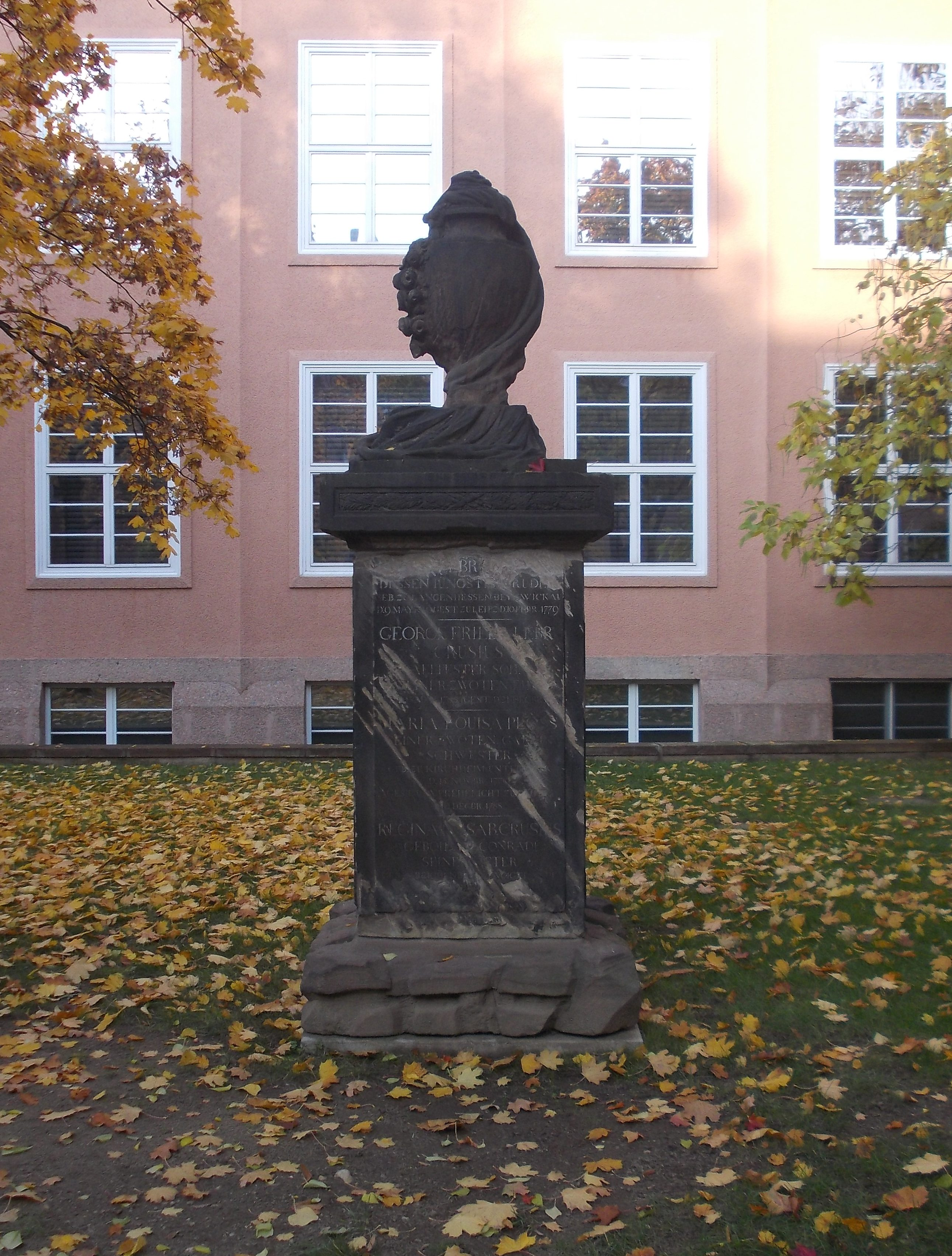
Familiengrabstein Alter Johannisfriedhof Leipzig (rechte Seite)

Siegfried Leberecht Crusius (* 16. Juni 1738 in Langenhessen; † 1. Oktober 1824 in Leipzig) war ein deutscher Buchhändler, Verleger und später Landwirt.

## Leben
Siegfried Leberecht Crusius war ein Sohn des Pfarrers und Magisters Gottlieb Crusius und ein Urenkel des Chemnitzer Bürgermeisters Atlas Crusius.
Nach dem Abbruch seines 1757 in Leipzig begonnenen Studiums kaufte er 1765 die Teubnersche Buchhandlung. Er verlegte unter anderem die Werke der Autoren Samuel Hahnemann, Christian Gotthilf Salzmann, Johann Friedrich Wilhelm Widenmann, Johann Bernhard Basedow, M. Traugott August Seyffarth und Jean-François Marmontel sowie Schillers Geschichte des Abfalls der vereinigten Niederlande von der spanischen Regierung. Seine Brüder Gottlieb Leberecht Crusius (1730–1804) und Carl Leberecht Crusius (1740–1779) lieferten als Kupferstecher für viele der verlegten Werke Illustrationen.
Überdies wirkte Crusius als erster Verleger für Kinder- und Jugendzeitschriften. Dazu zählten Johann Christoph Adelungs Leipziger Wochenblatt für Kinder (1772–1774) und der Briefwechsel der Familie des Kinderfreundes (1775–1792) von Christian Felix Weiße.
Der berühmteste Lehrling in Crusius’ Verlag war Georg Joachim Göschen, der ab 1768 im Verlag ausgebildet wurde.
Im Jahre 1805 erbte Crusius das Rittergut Sahlis, und nach dem Kauf des Rittergutes Rüdigsdorf (1810) verkaufte er seine Buchhandlung und widmete sich der Landwirtschaft. Nach seinem Tod in hohem Alter erbte sein Sohn Wilhelm Crusius (1790–1858) die Güter.
Im Leipziger Stadtteil Reudnitz wurde 1894 eine Straße nach ihm benannt.
Seine Stammliste ist in der Stammliste seines Ururgroßvaters Balthasar Crusius enthalten.